# SΛKΛNΛ
SΛKΛNΛ（さかな）は、日本のテクノポップバンド。宮城県仙台市にて結成し、1991年にアポロンからメジャーデビューを果たす。1992年に活動休止した。

## メンバー
- 高橋聡 - ヴォーカル
  - 活動休止後は「idea」を経て、神原将と共に「Fish In The Mirror」を結成し音楽活動を継続している[2]。
- 三山ツネ和 - ギター
  - 別名義に「三山つねかず」。
- 大光ワタル - ドラムス
  - JIGGER'S SONにも並行して活動していたが、SΛKΛNΛのメジャーデビューが決まり1990年に脱退。
  - SΛKΛNΛ活動休止後はaccessのサポートメンバーを経て、松江潤らが在籍するSPOOZYSのメンバーとして活動[2]。

## タイアップ
| 使用年 | 曲名     | タイアップ                     |
| ------ | -------- | ------------------------------ |
| 1991年 | OH!CAROL | オートザム「キャロル」CMソング |